# Міністерство паперової і деревообробної промисловості Української РСР
Міністерство паперової і деревообробної промисловості Української РСР — союзно-республіканське міністерство, входило до системи органів паперової і деревообробної промисловості СРСР і підлягало в своїй діяльності Раді Міністрів УРСР і Міністерству паперової і деревообробної промисловості СРСР.

## Історія
Створене 17 вересня 1955 року. 31 травня 1957 року ліквідоване.

## Міністри паперової і деревообробної промисловості УРСР
- Приходченко Павло Прокопович (1955—1957)